# Unitárius Könyvtár
Unitárius Könyvtár az Unitárius Irodalmi Társaság Borbély István szerkesztésében 1925–1926-ban kiadott kiadványsorozata. 

## A sorozat kötetei
A Társaság célkitűzésének megfelelően szerzői elsősorban az erdélyi unitáriusság nagyjainak életét és pályáját rajzolták meg:
- Versényi György Kriza Jánosról;
- Gál Kelemen Péterfi Dénesről;
- Gaghy Dénes Dávid Ferencről;
- Vári Albert Berde Mózsáról;
- Márkos Albert Nagyajtai Kovács Istvánról írt.

E sorozatban jelentek meg Ferencz József püspök visszaemlékezései (Emlékeimből. Kolozsvár, 1925), egy Csehov- és egy Th. Parker-fordítás, valamint Gálfi Lőrinc, Lőfi Ödön és Vári Albert egy-egy hitépítő füzete.